# Сонячне затемнення 29 березня 2025 року
Часткове сонячне затемнення 2025 року відбулося у суботу, 29 березня. Це затемнення входить до серії семестрів. Такі затемнення повторюються приблизно кожні 177 днів і 4 години (семестр) в почергових вузлах орбіти Місяця.
Це 21-е затемнення сто сорок дев'ятого Сароса. Воно є повторенням через сарос часткового сонячного затемнення 19 березня 2007 року. Область найкращої видимості припаде на приполярні та середні широти північної півкулі. Воно відбудеться при новому Місяці 29 березня в сузір'ї Риб. Затемнення буде видно у Західній та Північній Європі, на півночі Східної Європи, на північному сході Північної Америки, на північному заході Африки, у північній зоні акваторії Атлантичного океану, у Гренландії та в тій частині Арктики, що звернена до Європи та Атлантичного океану. Найбільша фаза часткового затемнення 93,8 % буде зареєстрована о 10:48:36 UTC у точці з координатами 61º06´ північної широти та 77º06´ західної довготи (поблизу північного узбережжя півострова Унгава (Канада) Затемнення буде видно у північно-західній частині Росії, у Білорусії, балтійських країнах та у північно-західній частині України.

## У містах світу

Анімація сонячного затемнення 29 березня 2025 року

Обставини видимості затемнення для деяких великих міст Європи та Північної Америки :
| Місто                   | Перший дотик (UTC) | Максимальна фаза (UTC) | Розмір максимальної фази | Останній дотик (UTC) |
| ----------------------- | ------------------ | ---------------------- | ------------------------ | -------------------- |
| Німеччина, Берлін       | 10:32:11           | 11:19:31               | 0,2579                   | 12:07:04             |
| Канада, Галіфакс        | 09:24:58           | 10:17:14               | 0,8569                   | 11:12:48             |
| Ірландія, Дублін        | 10:01:20           | 11:00:08               | 0,5149                   | 12:00:44             |
| Португалія, Лісабон     | 09:37:02           | 10:31:00               | 0,3778                   | 11:27:32             |
| Велика Британія, Лондон | 10:04:15           | 11:03:18               | 0,4170                   | 12:00:41             |
| Іспанія, Мадрид         | 09:48:38           | 10:40:05               | 0,3169                   | 11:33:33             |
| Білорусь, Мінськ        | 11:04:16           | 11:37:17               | 0,1173                   | 12:10:00             |
| США, Нью-Йорк           | 10:44:01           | 10:46:51               | 0,33                     | 11:04:55             |
| Норвегія, Осло          | 10:30:10           | 11:24:34               | 0,4107                   | 12:19:11             |
| Франція, Париж          | 10:08:36           | 11:01:49               | 0,3474                   | 11:56:14             |
| Чехія, Прага            | 10:34:48           | 11:17:46               | 0,1991                   | 12:00:54             |
| Ісландія, Рейк'явік     | 10:05:38           | 11:05:26               | 0,7361                   | 12:07:03             |

## В Україні
В Україні затемнення буде видно у західних областях (включно з Житомирською областю, але без східної частини Чернівецької області), на півночі Вінниччини, Київщини, Чернігівщини та Сумщини.
У Києві затменення буде слабко помітним у північно-західній частині, зокрема в Пущі-Водиці, триватиме близько 16 хвилин із максимальною фазою 0,6 %, у районі залізничного вокзалу та Майдану Незалежності триватиме близько 6 хвилин при максимальній фазі 0,2%.
У центральних областях буде трохи виразнішим — у Житомирській, Хмельницькій та Чернігівській областях Місяць закриє Сонце на 2 %.
У західних регіонах явище буде помітнішим: у Тернопільській області максимальна фаза сягне 4 %, у Закарпатті — 6,2 %, а у Львівській області — 6,7 %.
Найбільше затемнення спостерігатиметься на північному заході Волині, неподалік польсько-білоруського кордону, де Сонце буде закрите Місяцем на 11 %, а загальна тривалість явища перевищить 1 годину 5 хвилин.
Затемнення відбуватиметься між 13:00 та 14:00 за київським часом.
- Початок затемнення о 10:50 за Києвом.
- Максимальна фаза затемнення  о 13:47 за Києвом.
- Завершення затемнення о 14:43 за Києвом.[5]

## Зображення
- Анімація затемнення зі Швеції з 10:55 до 12:01 UTC.

Гільден, Німеччина.
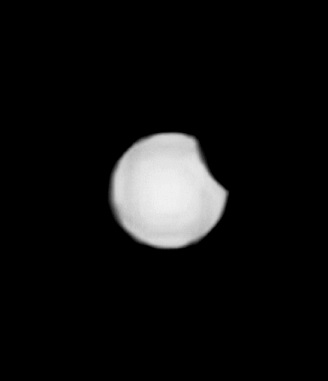
Люткувка, Польща, майже максимум.
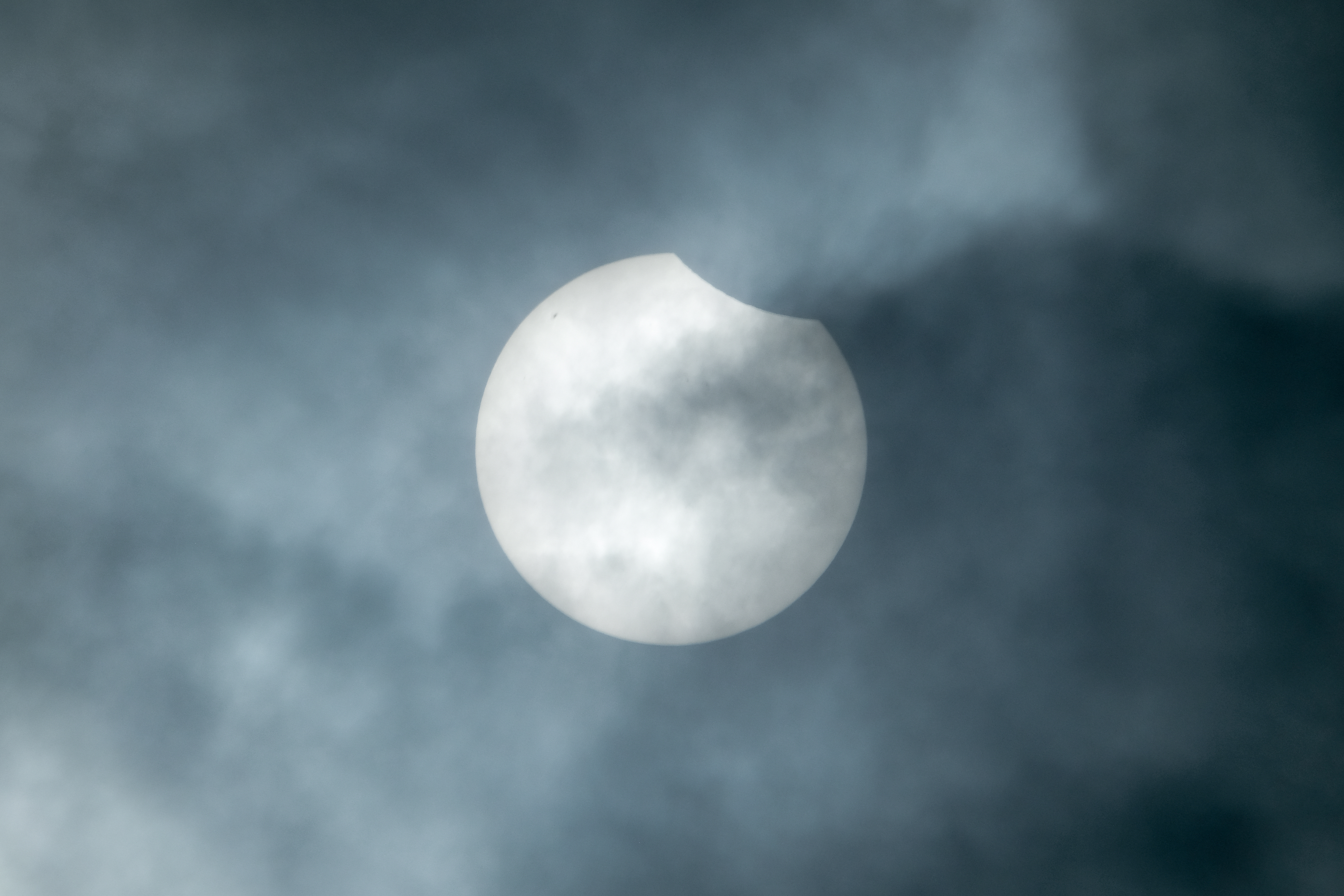
Затемнення у Празі, Чехія.
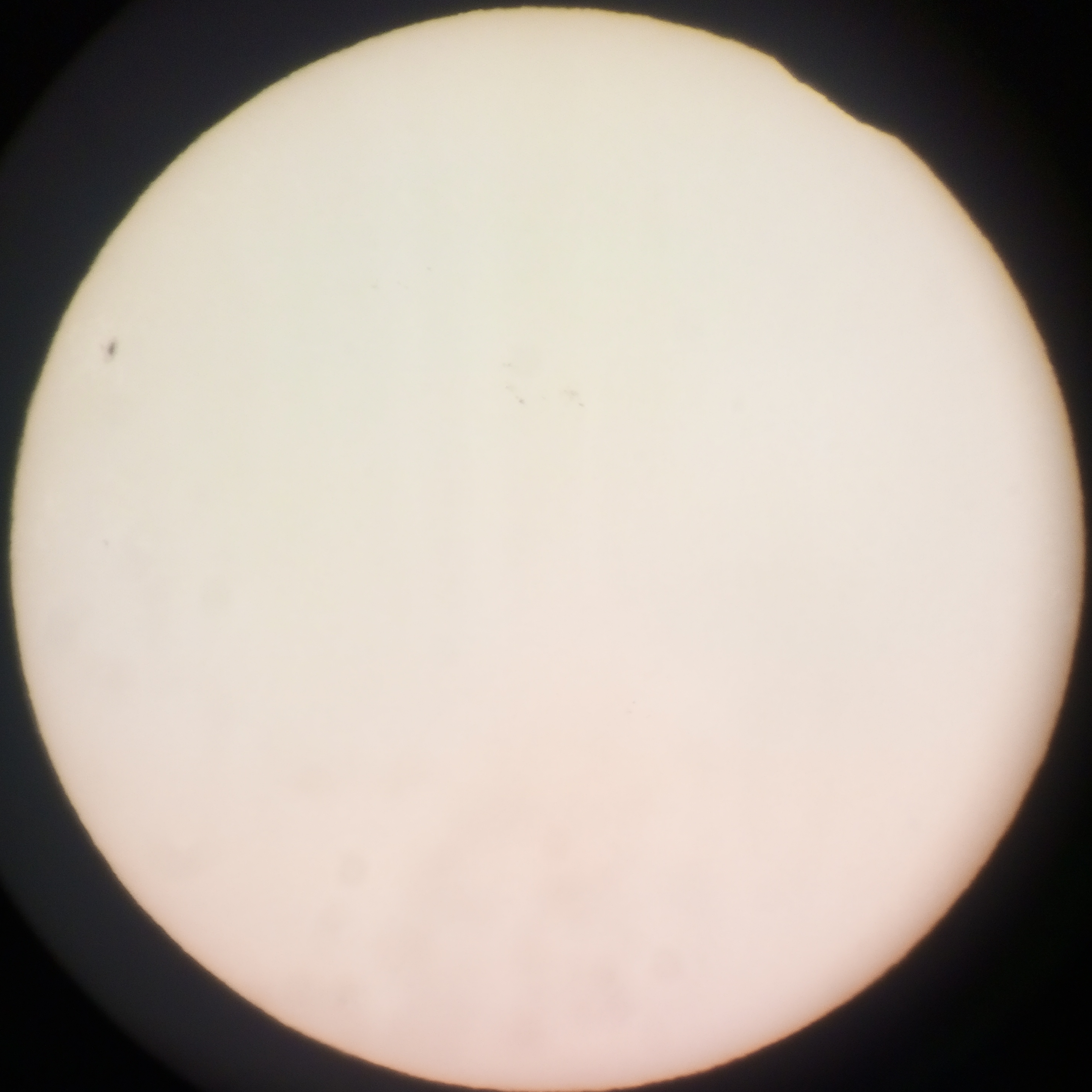
Чернігівська область, Україна, максимум.